# Fray Bentos
Pour les articles homonymes, voir Bento (homonymie).
Fray Bentos est une ville portuaire d'Uruguay et la capitale du département de Río Negro. Sa population s'élevait à 24 122 habitants en 2004.

## Géographie
Fray Bentos se situe sur la rive gauche ou orientale du Río Uruguay, qui sépare l'Uruguay de l'Argentine. Le fleuve, qui est large de quelque 1 400 m est franchi par un pont international, le pont Libertador General San Martín, à 5 km à l'est de la ville. 
Le point de confluence du Río Negro, principal cours d'eau du pays, et du Río Uruguay se trouve à environ 35 km en aval de la ville.

## Histoire
La ville de Fray Bentos a été fondée en 1853 et fut construite pour pouvoir accueillir les navires de fort tonnage, ce que ne pouvait pas faire le port de la ville de Gualeguaychú. Elle a été officiellement fondée le 16 avril 1859 sous le nom de villa Independencia par les autorités uruguayennes.
Il semblerait également que le nom Fray Bentos provienne du groupe de religieux (frère se traduit alors par fray) envoyé par le gouvernement argentin en 1620 pour instruire les indigènes.

## Population
| Année | Population |
| ----- | ---------- |
| 1963  | 17 136     |
| 1975  | 19 407     |
| 1985  | 19 862     |
| 1996  | 21 959     |
| 2004  | 23 122     |

Référence,:

## Économie
L'économie de Fray Bentos reposait traditionnellement sur la production de viande de bœuf et de ses dérivés, depuis le début des années 1860, jusqu'à la fermeture de l'usine de conditionnement Liebig la plus importante de la région en 1975.
La ville possède un port en eaux profondes pour les navires de forts tonnage que le pays partage avec l'Argentine.

### L'usine de pâte à papier

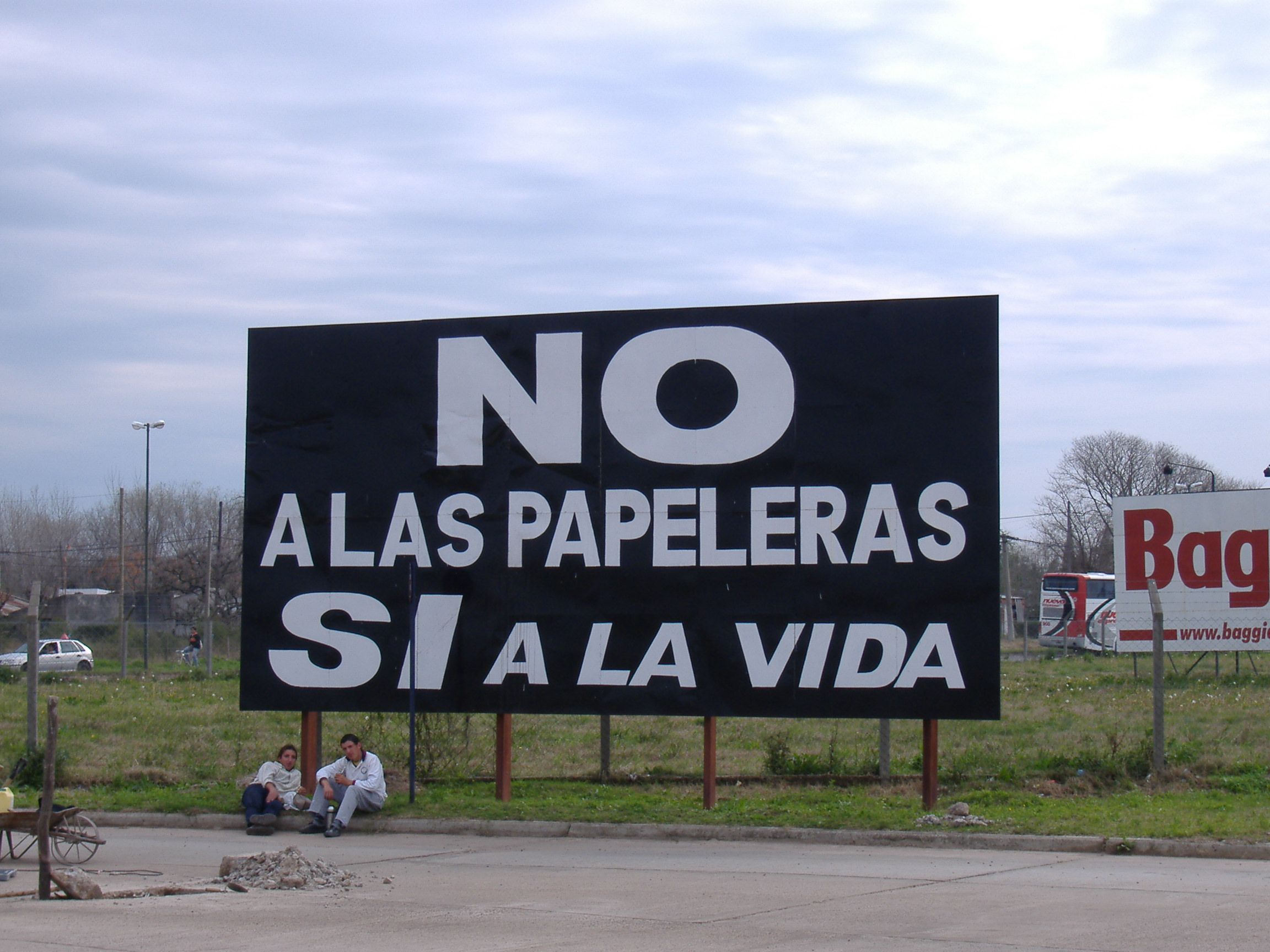
« Non aux papeteries ! » disent les habitants de la ville argentine de Gualeguaychú.

À 3 km à l'est de la ville, le groupe industriel finlandais UPM (originellement Botnia) exploite une importante usine de cellulose. Annoncé en 2005, le projet s'est d'abord heurté à l'hostilité de l'Argentine, qui craignait la pollution du fleuve, et le 30 avril 2005, quelque 40 000 Argentins bloquèrent le pont international. Le 20 décembre 2005, une étude de la Banque mondiale conclut que l'usine n'aurait aucun impact négatif sur l'environnement et le tourisme. Malgré une crise diplomatique, en mars 2006, entre les deux pays, l'usine est finalement entrée en service le 13 novembre 2007. Elle consomme annuellement 3,5 millions de m3 de bois d'eucalyptus de la région, dont 70 pour cent fournis par Forestal Oriental, une filiale d'UPM, et le reste par des propriétaires privés. L'usine UPM de Fray Bentos est le plus important investissement privé de l'histoire de l'Uruguay (1,2 milliard de dollars) et produit 1 Mt de pâte à papier par an. Elle procure 3 000 emplois directs dans l'usine et l'exploitation forestière et 5 000 emplois indirects.
Après l'élection de José Mujica à la présidence en novembre 2009, les groupes finlandais Stora Enso et chilien Arauco, qui ont annoncé la création d'un consortium dénommé Montes del Plata pour s'installer en Uruguay, ont abandonné leur projet d'installer leur usine à Fray Bentos, celle-ci devant trouver un autre lieu. Début février 2010, Montes del Plata, qui avait racheté les actifs de l'espagnol ENCE, a annoncé le lancement d'une étude de faisabilité pour l'implantation de l'usine de pâte à papier à Punta Pereira.

## Personnalités
- Carlos Fischer (1903-), homme politique uruguayen.
- Gastón Ramírez (1990-), footballeur.
- Lucas Torreira (1996-), footballeur.
- Mathías Laborda (1999-), footballeur.